# Manfred Winkelhock
Manfred Winkelhock (n. 6 octombrie 1951, Waiblingen, Baden-Württemberg, Germania – d. 12 august 1985, Toronto, Canada) a fost un pilot de Formula 1. De-a lungul carierei a luat startul în 47 de curse, niciuna din pole-position. Nu a câștigat nicio cursă și nu a terminat niciodată pe podium, acumulând 2 puncte în întreaga activitate ca pilot de Formula 1.